# 12 inch

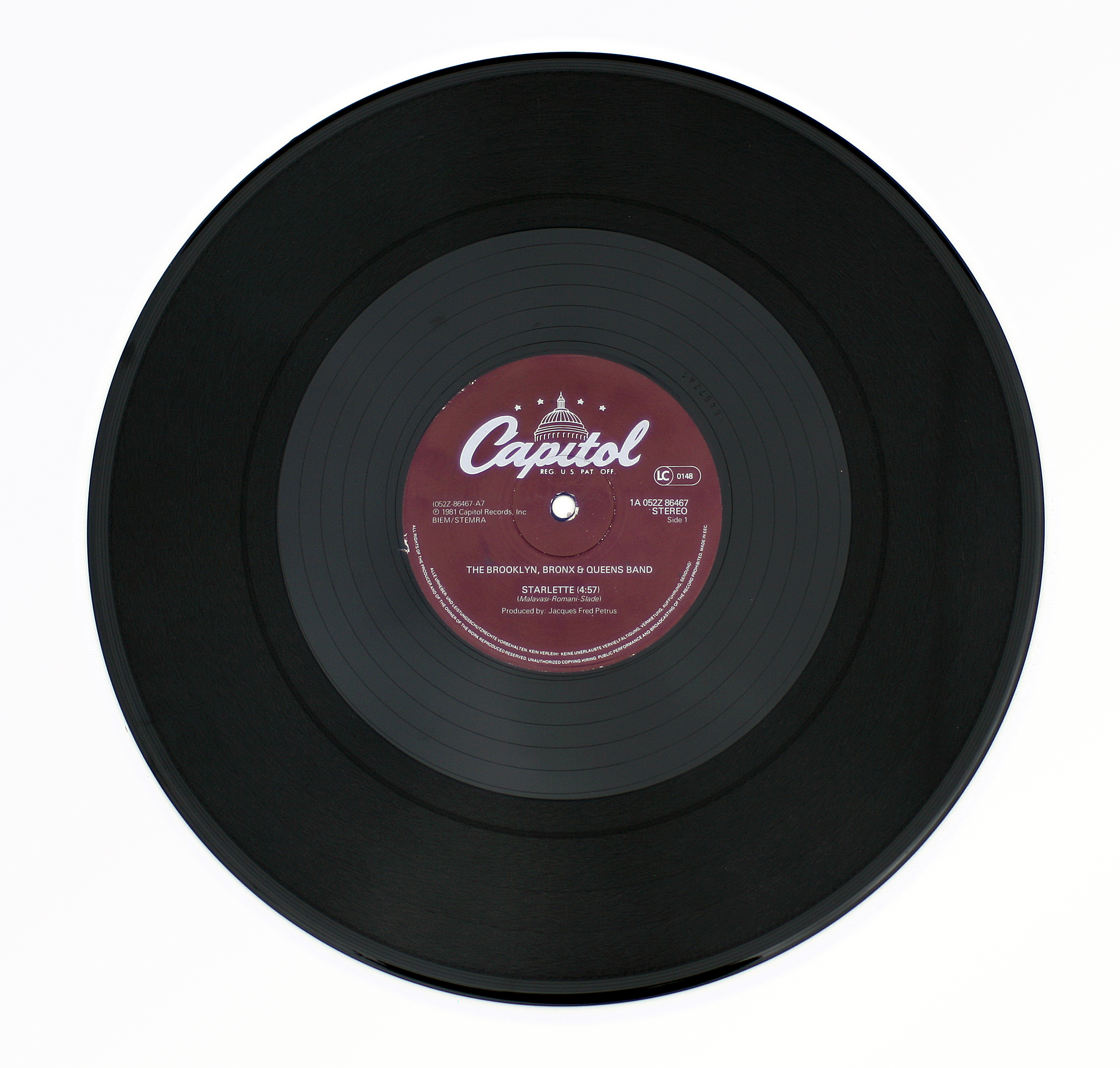
12 inchsingle (45 toeren)

Een 12 inch is een vinylsingle op elpeeformaat, waarop aan elke kant doorgaans één nummer geperst staat. Omdat er meer ruimte is voor de loop van de groeven en ze op 45 toeren worden afgespeeld, kan een groefloop geperst worden waarmee voor het geluid een groter dynamisch bereik en een groter frequentiebereik haalbaar zijn.
12 inches werden tijdens de opkomst van de disco populair onder diskjockeys in discotheken, die vroegen om langere versies van discohits. Bij de ontwikkeling van de langere discoversie is met name de Amerikaan Tom Moulton van belang geweest.
Voorbeelden van de ontwikkeling van langere versies in de jaren zeventig zijn: Love to love you baby van Donna Summer in een 16 minutenversie en het album Never can say goodbye van Gloria Gaynor, waarbij zelfs nummers in elkaar werden gemixt. Die 16 minutenversie van Summer dient echter met 33 toeren gedraaid te worden omdat optimaal geluid met 45 toeren alleen gegarandeerd is tot nummers van 15 minuten. Bij 33 toeren ligt de grens bij zo'n 25 minuten (per kant).
Eind jaren 70 kwam de 12 inch steeds meer in zwang: niet langer was het 12 inchformaat voorbehouden aan discoartiesten, getuige de discomixen van Miss you van the Rolling Stones, Da ya think I'm sexy van Rod Stewart en I was made for loving you van Kiss. Deze trend zette zich voort in de jaren 80, waarbij het eerder regel dan uitzondering was dat pop- en rockartiesten 12 inchsingles uitbrachten. In sommige gevallen was de B-kant bijzonderder dan de A-kant (zo had de maxisingle van Market Square Heroes van de Britse band Marillion op de A-kant de normale 7 inchversie, maar op de B-kant het op dat moment verder nergens te krijgen 18 minuten durende nummer Grendel).
Hitparade-technisch leverden 12 inches problemen op. Meestal was er ook een 7 inchsingle verkrijgbaar, waarvan de verkoop de notering in de hitparade bepaalde. Vanwege de speelduur, maar vooral vanwege het overheersende disco/dancegenre dat op 12 inches verkrijgbaar was, heeft de Nationale Hitparade ze niet meegeteld voor de hitlijst, waardoor in 1983 In de disco van Noodweer nauwelijks een hitnotering kreeg (al werd te elfder ure nog een 7 inchversie uitgebracht). 
Blue Monday van New Order haalde de Nationale Hitparade zelfs helemaal niet. In de Top 40 bereikte Blue Monday in 1983 een derde plaats alleen op basis van de 12 inchverkoop. Blue Monday van New Order is wereldwijd gezien de bestverkochte 12 inch aller tijden. De naar verhouding kostbare productie van de floppyvormige hoes van deze 12 inch zorgde ervoor dat het platenlabel van New Order, Factory, zelfs geld moest toeleggen op de verkoop.
Een zeer bijzondere 12 inch werd in 1979 uitgebracht van M's hit Pop muzik: er waren twee nummers met elk een eigen groef tussen de opzet- en de eindgroef geperst, waardoor een luisteraar maar moest afwachten welk nummer er zou weerklinken.
Ondanks de opkomst van de compact disc en de dvd worden 12 inches nog wel regelmatig gebruikt door diskjockeys, omdat ze de draaisnelheid handmatig kunnen variëren en kunnen scratchen.